# Latirus tenuistriatus
Latirus tenuistriatus is een slakkensoort uit de familie van de Fasciolariidae. De wetenschappelijke naam van de soort is voor het eerst geldig gepubliceerd in 1880 door G.B. Sowerby II.